# David Emmanuel Daniel Europaeus
David Emmanuel Daniel Europaeus (1er décembre 1820 à Savitaipale - 15 mai 1884 à Saint-Pétersbourg) est un collecteur de poésie finnoise, un linguiste et un archéologue finlandais.
Il est l'un des fondateurs du journal fennomane Suometar,.

## Écrits
- Työmiehen mietteitä
- Pieni Runoseppä
- Suometar
- Kirjoituksia suomen kansan tärkeimmistä asioista
- Ruotsalais-suomalainen sanakirja
- Mittauden oppikirja
- Karjalan kevätkäköinen
- Suomalaisten puustawein äännöskuwat
- Ett fornfolk med långskallig afrikansk huvudskålstyp i norden